# هاري بريتين
السير هاري إرنست بريتين (بالإنجليزية: Sir Harry Ernest Brittain)‏، (24 ديسمبر 1873 - 9 يوليو 1974) صحفي بريطاني وسياسي من حزب المحافظين.

## جوائز
- رتبة الإمبراطورية البريطانية
- وسام القديس ميخائيل والقديس جرجس